# 新口岸填海區

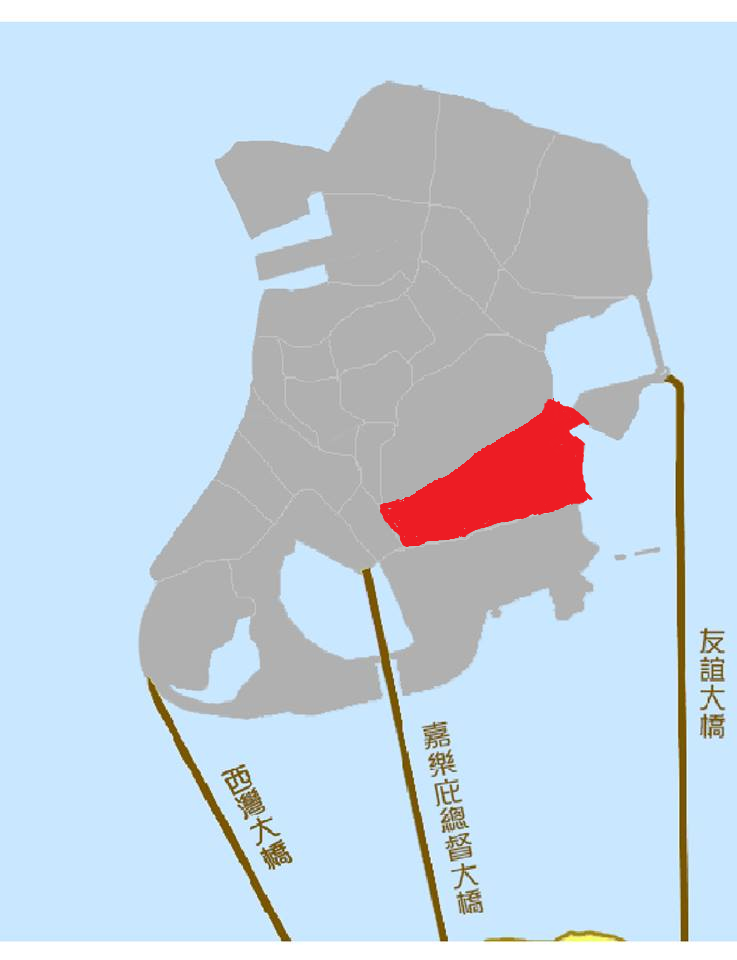
澳門半島上的新口岸

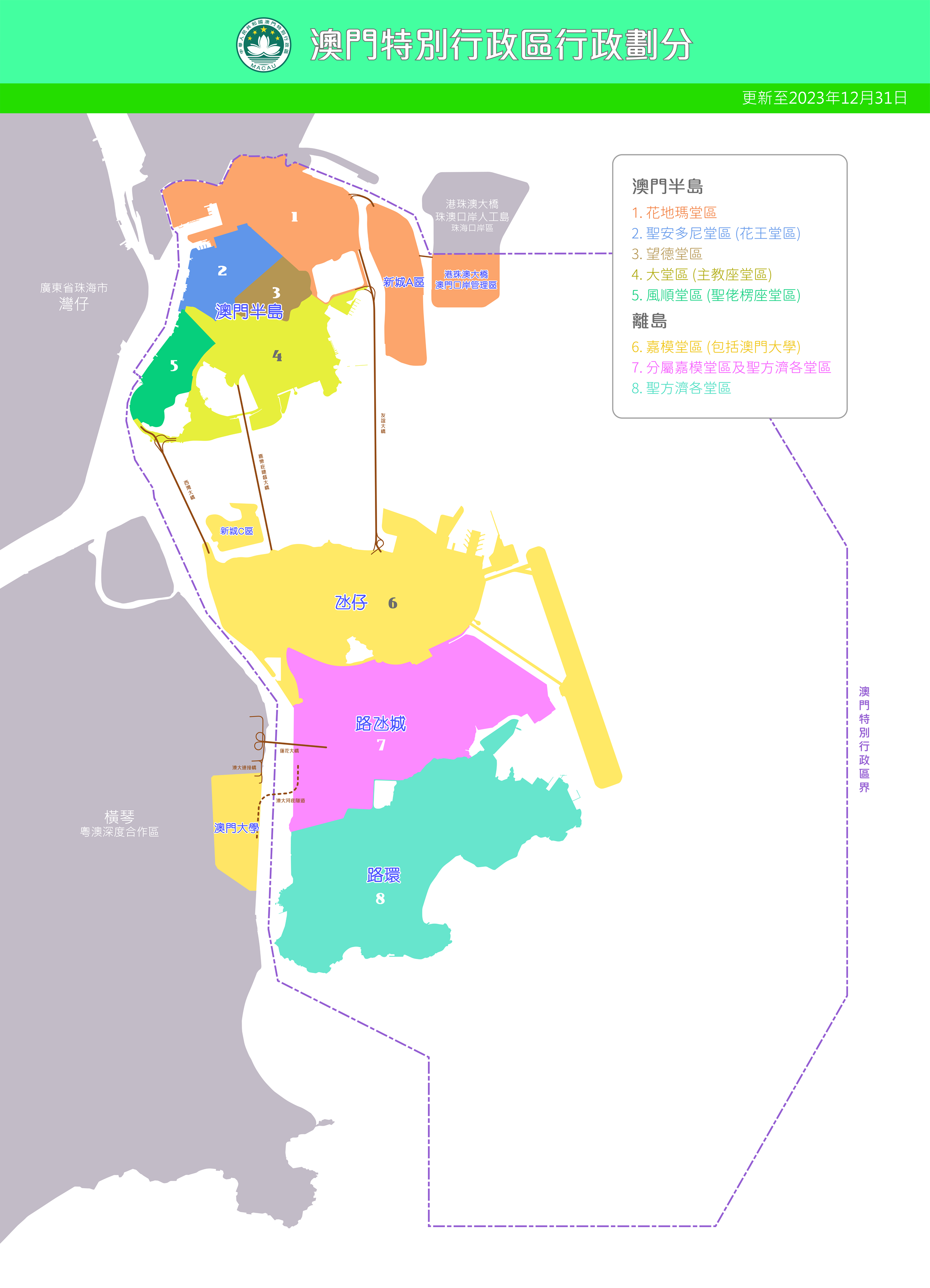
澳門特別行政區之行政劃分，中央部分為新口岸 (衛星圖片)

新口岸填海區（簡稱新口岸，簡稱為Z.A.P.E），又稱外港填海區，是位於澳門半島東南端，在行政分區域劃分（即堂區）上是屬於大堂區。

## 沿革

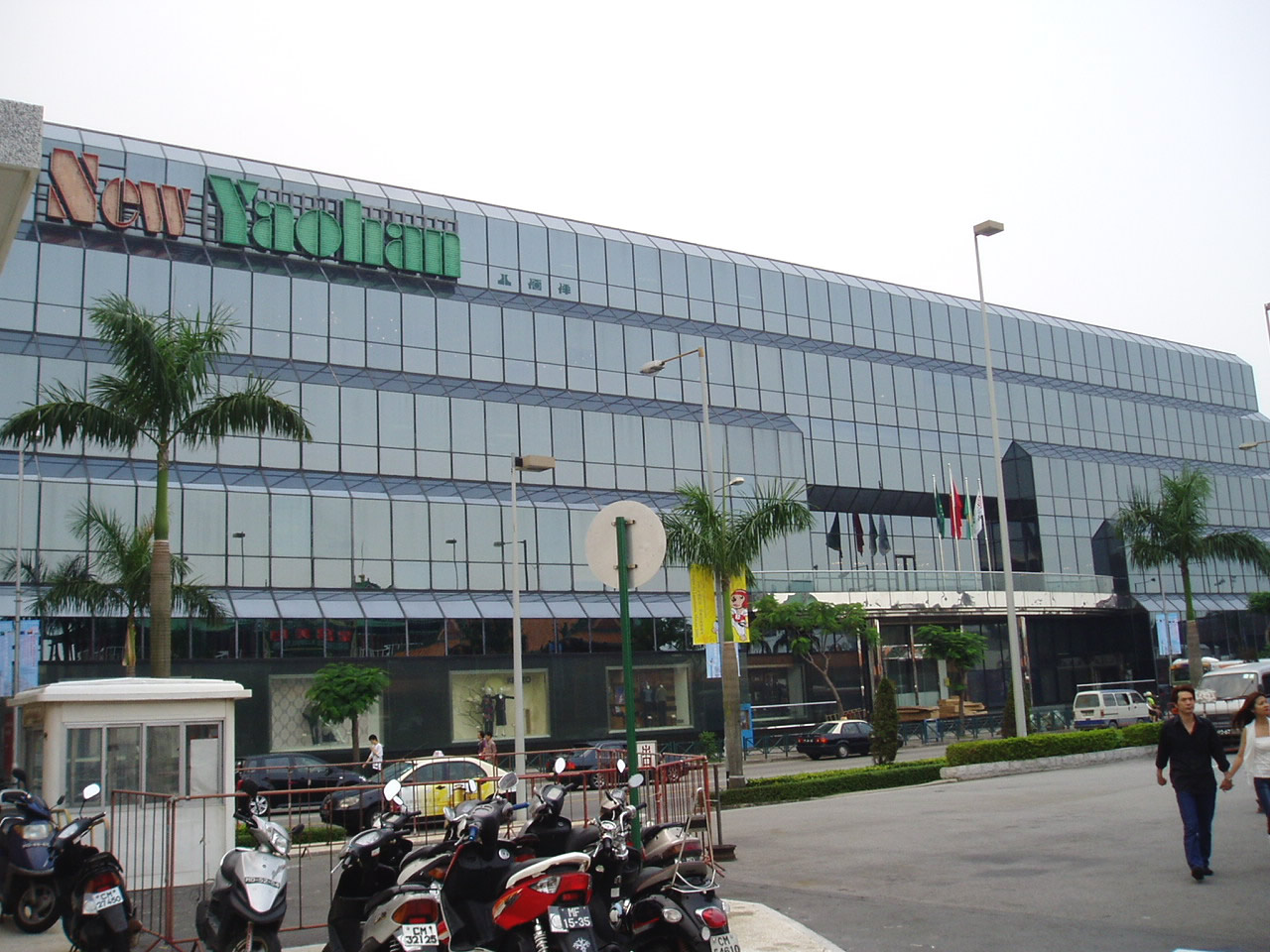
原新八佰伴大樓，現已改建為海立方娛樂場

新口岸本是澳門海域，但由於城市化的發展，澳葡政府於1920年代後期、1930年代初開始在松山南面山腳進行大規模的填海工程，而澳葡政府曾有意將此區域發展為深水港，後因航道收窄而長期未有發展。原屬貨輪停泊位置的水域，也於1990年代初開始分階段被填平。
1950年代初，一群賽車愛好者有意於澳門街道上舉辦賽車比賽，而澳葡政府也想藉此提升澳門在國際間的地位。因應賽車會影響居民的日常交通及帶來不便，故只將區內的友誼大馬路（當時路名還未命名）及松山一段山路作為賽車跑道，即現今的東望洋跑道。1954年10月30日，澳葡政府成功舉辦第一屆澳門格蘭披治大賽車，成為亞洲地區首個舉辦格蘭披治賽車的地方。
填海後，由於要為已填海所得的土地需進行天然沉降，因此在填海後的新口岸主要是農地，而且部分官地仍是荒地。隨著澳門人口膨脹以及社會發展，澳葡政府在1980年代初期重新規劃此區的土地用途，並改為以作住宅及旅遊博彩業區域。此後多幢住宅大廈相繼落成，此區人口因而大增。期間在1985年，回力娛樂場落成，成為新口岸區當時唯一的娛樂場。
由於澳門地域所限，澳葡政府在1980年後期至1990年中上旬在友誼大馬路對開海面進行填海工程，而這個新填出來的填海區域則稱為新口岸新填海區（葡萄牙語：Zona Nova de Aterros do Porto Exterior）。
1991年，澳葡政府在富澤園旁一幅佔地約1.2萬平方公尺的官地上興建香山公園（即現何賢公園），並於1993年7月落成。1992年，澳門首家日資大型百貨公司八佰伴落成，開業時是澳門唯一的百貨公司。1993年， 新外港碼頭落成啟用。1990年代中旬，新口岸的基建包括學校、住宅、四五星級酒店、娛樂等方面設施已經基本完成，開始成為澳門的旅遊業主要地區之一。

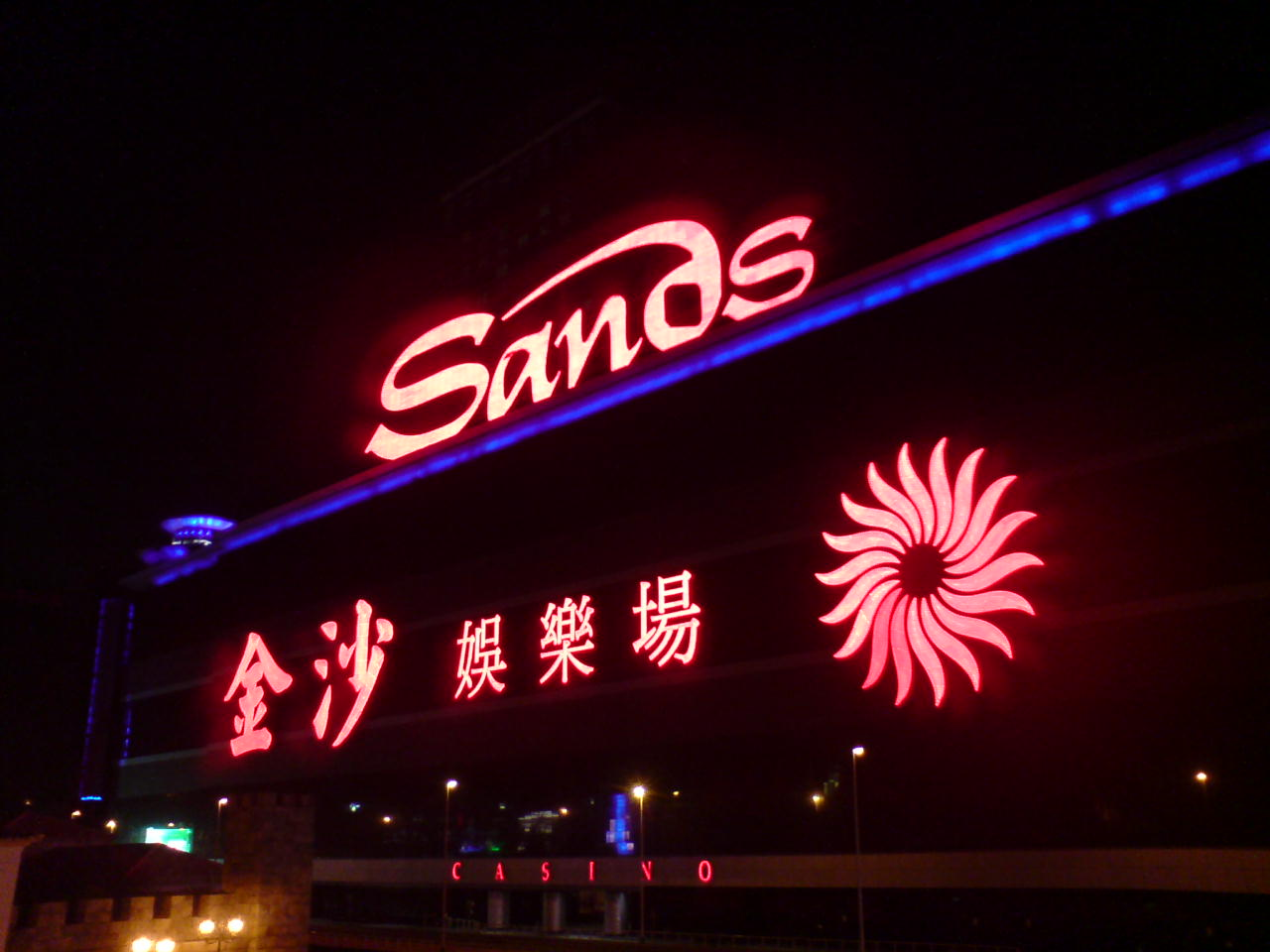
澳門金沙落座於新口岸，並成為澳門在賭權開放後首家新競爭者開業的娛樂場

1990年代後期，正值澳門準備移交至中華人民共和國的過渡期，博彩業出現「爭地盤」情況，多宗爆炸案曾在新口岸發生。1999年12月下旬，中華人民共和國中央人民政府贈予澳門特別行政區的大型雕塑「盛世蓮花」安放於澳門綜藝館以南的一幅官地——即今金蓮花廣場；另一方面，中國人民解放軍以區內的龍成大廈作為中國人民解放軍駐澳門部隊軍營，而新成立的澳門特別行政區政府也以無償地批出此地。澳門回歸後，澳門特區政府在2002年開放賭權，多間娛樂場酒店相繼在新口岸興建；澳門金沙於2004年在此開業，成為澳門在賭權開放後首家新競爭者開業的娛樂場。隨後酒店與博彩業的落成，令新口岸區成為旅遊博彩業的主要地區之一。

## 特色
由於新口岸道路規劃大部份呈正方形為主，因此該處於1990年代落成的大部份均是以方塊狀建築物（坊間戲稱為「火柴盒」），而且建築物下層採用騎樓設計，臨近街道的部分均建成行人走廊。在建築物高度方面，大部份樓高二十多層，並且設有露天。到了1990年代末期落成的建築物，則採用玻璃幕牆設計，不過建築物下層仍採用騎樓設計。2006年起，區內新建成的建築物沒有高度限制，出現了不少高樓層的建築物，例如中央人民政府駐澳門特別行政區聯絡辦公室大樓。

## 主要道路
- 友誼大馬路
- 羅理基博士大馬路
- 友誼大橋新口岸出入口

## 重要地點
- 新口岸水塘
- 澳門格蘭披治賽車大樓 （賽車主看台）
- 外港客運碼頭
- 澳門國際中心
- 澳門綜藝館
- 金蓮花廣場
- 新東方置地酒店
- 司法警察局大樓
- 南光大廈
- 外交部駐澳特派員公署
- 中央人民政府駐澳門特別行政區聯絡辦公室
- 中國人民解放軍駐澳門部隊總部大廈
- 治安警察局新口岸警司處
- 檢察院
- 何賢公園
- 東方拱門

## 教育

### 高等教育
- 澳門理工大學
- 治安警察局警察學校

### 非高等教育
- 澳門培道中學
- 聖羅撒英文中學
- 聯國學校
- 澳門演藝學院─戲劇學校

## 交通

### 公共巴士總站
- 外港碼頭 (巴士總站)
- 回力 (巴士總站)
- 綜藝館臨時站：澳門大賽車期間使用

### 跨境交通
- 外港客運碼頭：設有直昇機場往返香港上環信德中心及深圳寶安國際機場，噴射飛航設有往返香港上環港澳客輪碼頭或尖沙咀中港客運碼頭航線

### 步行系統
- 焯公亭步行系統
- 松山行人隧道